# Dennis Hill
Dennis Hill is een plaats in de Canadese provincie Newfoundland en Labrador. Het dorp bevindt zich in het zuidwesten van Newfoundland en maakt deel uit van de gemeente Channel-Port aux Basques.

## Geschiedenis
De plaats was gemeentevrij totdat de gemeente Channel-Port aux Basques opgericht werd in 1945.

## Geografie
De plaats ligt aan de samenkomst van de Trans-Canada Highway (NL-1) met de Grand Bay Road West. Ze ligt deels op het gelijknamige heuveltje, dat zich bevindt tussen de Grand Bay en het meertje genaamd Dennis Pond.
Dennis Hill ligt ten noorden van Grand Bay West en ten noordwesten van Grand Bay East. Beide plaatsen liggen aan de overkant van de Grand Bay en behoren net als Dennis Hill tot de gemeente Channel-Port aux Basques.
De plaats wordt doorkruist door de Newfoundland T'Railway.